# Egy csepp méz (film)
Az Egy csepp méz (eredeti cím: A Taste of Honey) 1961-ben bemutatott fekete-fehér brit filmdráma, melyet saját és Shelagh Delaney forgatókönyvéből Tony Richardson rendezett. A film alapjául Delaney 1958-as azonos című színdarabja szolgált. A főbb szerepekben Rita Tushingham, Dora Bryan, Robert Stephens és Murray Melvin látható.
Az 1961. szeptember 14-én bemutatott film négy kategóriában nyert BAFTA-díjat, köztük a legjobb brit filmnek járó díjat.

## Cselekmény
A tizenhét éves Josephine "Jo" Salfordban él önző édesanyjával, Helennel. Bérelt lakásukból menekülni kényszerülnek, miután a tulajdonos vitába keveredik az anyával a késve fizetett lakbér és a férfilátogatók gyakori felbukkanása miatt. A város egy másik részébe buszoznak és kibérelnek egy új lakást. Költözködés közben Jimmy, egy fiatal színes bőrű matróz siet Jo segítségére bőröndjei cipelésében. Egy pubban töltött este után Helen hazaviszi új barátját, Peter Smitht a lakásba, de Jo jelenléte megakadályozza légyottjukat. Helen és Jo egy ágyban tér nyugovóra.
Egy tanára kigúnyolása miatt Jo büntetést kap és hazafelé tartva elesik, lezúzva a térdét. A Manchesteri hajócsatorna mellett sántikálva észreveszi őt egy hajón szakácsként dolgozó Jimmy és a fedélzeten ellátja a sebét. Rövid románcba kezdenek, Jimmy egy eljegyzési gyűrűt ad a lánynak, melyet ő egy szalagra fűzve a nyakában visel. Jo Helennel és Peterrel tart egy Blackpool-i kirándulásra azok barátaival. Peter és Jo vitatkozni kezdenek, a férfi ultimátumot ad a lány anyjának: válasszon közte és Jo között, ezért Helen hazaküldi Jo-t. Jimmy már várja őt és együtt töltik az éjszakát. Másnap reggel a fiú hajója elhagyja a kikötőt. Helen hazatér, de csak csomagolni, mert férjhez megy Peterhez, majd nászútra mennek, ezután pedig együtt terveznek lakni a férfi házában.  
Jo otthagyja az iskolát, egy cipőboltban szerez állást és beköltözik egy régi műhelybe. Munka közben megismerkedik egy Geoffrey "Geoff" Ingham nevű meleg, textiltervezéssel foglalkozó fiúval. Amikor megtudja, hogy Geoffreyt kidobták bérelt lakásából, befogadja őt. Geoff segítségével meghittebbé teszi új otthonát. 
A lány rájön, hogy terhes Jimmytől, Geoff felajánlja neki a házasságot. Bár Jo ezt elutasítja, elfogadja a fiú támogatását terhessége alatt. Jo kiborul és azt mondja, nem akar sem anya, sem nő lenni, az aggódó Geoff ezután felkeresi Helent. Ő meg is látogatja lányát, de azonnal összevesznek. A részeg Peter is betámolyog a lakásba és visszaveszi a pénzt, amit Helen felajánlott a lányának. Azt is közli, Jo sosem lakhat nála. Peter újabb ultimátum elé állítja Helent és ő ismét a férfit választja Jo helyett.
Guy Fawkes-napján Helen visszatér a mindenórás állapotban lévő Jo-hoz. Házassága felbomlott Peterrel és most oda akar költözni lányához, kitúrva Geoffot. Felismerve, hogy hárman nem férnek el, Geoff összecsomagol és csendben távozik. Jo bevallja anyjának: születendő gyermekének apja fekete volt. A megdöbbent Helen elmegy alkoholt venni, Jo eközben megtalálja Geoff búcsúüzenetét. Kimegy a ház elé a tábortűz körül ünneplő és tűzijátékozó gyerekekhez (Geoff eközben az árnyékból figyeli őt, majd észrevétlenül elsétál). Egyikük egy csillagszórót ad a lány kezébe.

## Szereplők
| Szerep                       | Színész         | Magyar hang        | Magyar hang  |
| Szerep                       | Színész         | 1. szinkron (1970) | 2. szinkron  |
| ---------------------------- | --------------- | ------------------ | ------------ |
| Josephine „Jo”               | Rita Tushingham | Andai Katalin      | Kiss Eszter  |
| Helen, Jo anyja              | Dora Bryan      | Bánky Zsuzsa       | Voith Ági    |
| Peter Smith, Helen vőlegénye | Robert Stephens | Ujréti László      | Blaskó Péter |
| Geoffrey Ingham, Jo barátja  | Murray Melvin   | Tordy Géza         | Dévai Balázs |
| Jimmy, Jo szeretője          | Paul Danquah    | Fodor Tamás        | Zámbori Soma |
| Jo tanára                    | Eunice Black    | N/A                | N/A          |

## Díjak és jelölések
| Év   | Díj                | Kategória                            | Jelölt                             | Eredmény |
| ---- | ------------------ | ------------------------------------ | ---------------------------------- | -------- |
| 1962 | BAFTA-díj          | kiemelkedő brit film                 | -                                  | Elnyerte |
| 1962 | BAFTA-díj          | legjobb brit forgatókönyv            | Shelagh Delaney és Tony Richardson | Elnyerte |
| 1962 | BAFTA-díj          | legjobb női főszereplő (brit)        | Dora Bryan                         | Elnyerte |
| 1962 | BAFTA-díj          | legígéretesebb elsőfilmes főszereplő | Rita Tushingham                    | Elnyerte |
| 1962 | Cannes-i fesztivál | legjobb férfi alakítás               | Murray Melvin                      | Elnyerte |
| 1962 | Cannes-i fesztivál | legjobb női alakítás                 | Rita Tushingham                    | Elnyerte |
| 1963 | Golden Globe-díj   | az év színésznő felfedezette         | Rita Tushingham                    | Elnyerte |

## Fordítás
- Ez a szócikk részben vagy egészben  az   A Taste of Honey (film) című angol Wikipédia-szócikk ezen változatának fordításán alapul.  Az eredeti cikk szerkesztőit annak laptörténete sorolja fel. Ez a jelzés csupán a megfogalmazás eredetét és a szerzői jogokat jelzi, nem szolgál a cikkben szereplő információk forrásmegjelöléseként.

## Kapcsolódó szócikk
- A Taste of Honey (dal), Bobby Scott és Ric Marlow szerzeménye (1960)